# Adam Marcus
Adam Marcus (* 1968 Westport, Connecticut) je americký filmový režisér, scenárista a herec.
Narodil se ve Westportu v Connecticutu v USA. Je bratr Kippa Marcuse, který je držitelem ceny Young Artist Award. Chodil na Tisch School of the Arts.
Mezi jeho nejznámější filmy patří Jason Goes to Hell: The Final Friday (1993), což je v pořadí 9. díl v hororové sérii Pátek třináctého a Tajná dohoda (2008). V roce 2015 napsal scénář k snímku Hybná síla.